# Suonatore di liuto
Suonatore di liuto è il soggetto di due dipinti realizzati tra il 1595 e il 1597 dal pittore italiano Caravaggio. Tra i due esemplari simili di questo soggetto, uno è in prestito al Metropolitan Museum di New York (ma proveniente dalla Wildenstein Collection), un altro è al Museo dell'Ermitage di San Pietroburgo.

## Storia

### Il dipinto Giustiniani
Il dipinto ora all'Ermitage di San Pietroburgo proviene dalla collezione Giustiniani come è testimoniato dall'inventario del 1638: "Nella stanza Grande de Quadri Antichi...8 Un quadro sopraporto con una mezza figura di un giovane che suona il Leuto con diversi frutti e fiori e libri di musica dipinto in tela alto pal.8, larg. pal.5 con una cornice negra profilata e rabescata d'oro di mano di Michelang.o da Caravaggio" (Roma, Archivio Giustiniani, Busta 10 v.G). Nel 1808 è acquistato a Parigi dal Museo dell'Ermitage di San Pietroburgo. La nota descrizione del Baglione, del 1642, si riferisce sicuramente a questo dipinto:
" ...e dipinse per il Cardinale [Del Monte] anche un giovane, che sonava il Lauto, che vivo, e vero tutto parea con una caraffa di fiori piena d'acqua, che dentro il reflesso d'una finestra eccellentemente si scorgeva con altri ripercortimenti di quella camera dentro l'acqua, e sopra quei fiori eravi una viva rugiada con ogni esquisita diligenza finta. E questo( disse ) che fu il più bel pezzo, che facesse mai".  Per Mia Cinotti tale dipinto è precedente alla versione Del Monte e databile al 1596-1597, come anche osserva Mina Gregori. Maurizio Marini (2005) lo data al 1594-1595.

### Il dipinto Del Monte
Il dipinto del Metropolitan Museum di New York sarebbe quello riportato nell'Inventario dei beni del cardinal Francesco Maria Bourbon del Monte, compilato il 21 febbraio del 1627: "Nella terza stanza à mano destra [del palazzo di Ripetta]...un Quadro con un'huomo, che suona il leuto di Michel Angelo da Caravaggio con Cornice negra di palmi sei" (Roma, Archivio di Stato, 30 Notaj Capitolini, Paulus Vespignanus, ufficio 28, vol. 138, fol. 582v), non l'originale che si credeva perduto, ma una copia. Alla morte del cardinale gli eredi del Monte lo vendono alla famiglia Barberini, acquisito dal cardinale Antonio come risulta da un libro spese del 16 maggio 1628. L'inventario dell'aprile 1644 del cardinale Antonio Barberini annota la presenza del dipinto "Nella stanza di Parnasso", con cornice dorata, nel palazzo ai Giubbonari. Nel 1697 risulta dei Barberini nel palazzo alle Quattro Fontane. Nei secoli scorsi anche la Gentileschi a Washington che accorda il liuto era considerata di Caravaggio. La registrazione effettuata nel 1817, il dipinto a New York viene venduto ed acquistato nel 1939 dalla Wildenstein & Co. di Parigi-Londra ed è in deposito al Metropolitan Museum di New York, per prestito della società. Maurizio Marini, che nutriva dubbi sulla versione Del Monte-Barberini, lo datava al 1595 (Marini, 2005, n. 9).

### L’ipotesi dell’unico originale
Hibbard sosteneva che tanto il Baglione, quanto il Bellori, in realtà ignorassero il Suonatore presso il Giustiniani (nelle descrizioni si parla di Del Monte e non del Giustiniani) e dunque si riferiscono ad una sola redazione per Del Monte. Nel 1985 il Wolfe rende noto un documento, del passaggio da Del Monte al Barberini per arrivare a dimostrare con certezza la presenza di una duplice redazione iconografica del dipinto, senza poter escludere che, molto copiato e le copie talvolta trattate alla stregua di originali, fosse proprio l'autografo Del Monte a pervenire al Giustiniani. Christiansen, in uno studio del 1990, considera autografo il dipinto del Metropolitan, museo del quale è curatore, ma precedente alla versione Giustiniani. Come detto sopra, la Cinotti e la Gregori, sono invece dell'idea che il dipinto di New York sia posteriore a quello Giustiniani-Ermitage e che pertanto si attesti al 1597 (vedi nota 4). 
Nella Collezione di Alessandro Vittrice, ecclesiastico figlio di Girolamo ed Orizia di Lucio Orsi, sorella di Prospero, propagandista (o ‘’Turcimanno’’) del Caravaggio, esisteva un dipinto di simile iconografia non identificato e probabilmente perduto curiosamente descritto come "un quadro grande di una donna vestita di Diana, che suona il Cimbalo cornice arabescata m(ano) del Caravaggio". Maurizio Marini (2005, n. 8), riteneva che l'estensore dell'inventario fosse stato tratto in inganno dalla evidente androginia del musico e dal ricciolo piegato a virgola sulla fronte, come una mezza luna, noto attributo simbolico della dea Diana. Il Marini riteneva che questo dipinto potesse essere quello in collezione privata a Roma (2005, p. 144, n. 8 e p. 379).
Secondo Maurizio Marini (2005, n. 9) Caravaggio non era solito - una volta eseguito un dipinto (il primo, per lo studioso, quello per il cardinale Del Monte) - eseguirne altri con varianti sostanziali, formandone una nuova stesura che cedeva poi ad altro collezionista, come invece avvenne per la Buona Ventura o, meno convincentemente, nelle due versioni delle " Stimmate di San Francesco". Dalla recente scoperta da parte del giovane ricercatore Riccardo Gandolfi di un manoscritto di Gaspare Celio contenente con altre Vite, la inedita Vita di Caravaggio (essendo del 1614, si tratta della prima Vita di Caravaggio, scritta a soli quattro anni dalla morte del Merisi), apprendiamo che Il suonatore di liuto era stato dipinto da Caravaggio nella casa di Prospero Orsi, suo amico e propagandista che avendo saputo che il Cardinal Del Monte cercava un bravo pittore per eseguire delle copie per la sua collezione, presentò il Merisi e, probabilmente, gli mostrò anche il dipinto che con altri del pittore lombardo servì a convincere Del Monte a prenderlo presso di sé.

## Descrizione e stile
Si ritiene, data l'estrema somiglianza estetica col Bacco degli Uffizi, che a posare per entrambe le opere sia stato lo stesso modello. Una parte della critica lo identifica col pittore siciliano Mario Minniti, amico di scorribande, e forse amante, di Caravaggio. Come proposto da Frommel, il modello (forse Mario Minniti), mostra maggiore consapevolezza e professionalità nel tenere le mani sul liuto e la sua camicia bianca ha più pieghe e ha i ricami. Scrive Frommel: la "figura rappresentata diventa più persona" favorendo maggiormente l'impressione di un "dirimpettaio animato".
Altri lo identificano col castrato spagnolo Pedro Montoya, che in quegli anni era cantore nella Cappella Sistina; non a caso, il fanciullo ha le labbra dischiuse, come se stesse cantando accompagnandosi con lo strumento.
Di notevole bellezza è la natura morta di strumenti musicali sul tavolo che sembra fare da contrappunto alla gestualità morbida delle mani che toccano le corde. Lo sguardo languido e la bocca socchiusa del suonatore sono un esempio della sensualità dei modelli ritratti da Caravaggio nei dipinti del suo primo periodo romano.
L'elemento più pregevole del dipinto è sicuramente la doppia natura morta sul tavolo, rappresentata dai frutti (bellissima è la pera con i graffi bruni sulla buccia), dai fiori disposti nel vaso di cristallo che riflette la luce, e dallo spartito musicale. Quest'ultimo, analogamente a quello presente nel Riposo durante la fuga in Egitto, è stato identificato dai musicologi che vi hanno ipotizzato quattro madrigali dal Primo libro di madrigali a quattro voci di Jacques Arcadelt (1507?-1568): Chi potrà dir quanta dolcezza provo, Se la dura durezza in la mia donna, Voi sapete ch'io v'amo anzi v'adoro, Vostra fui e sarò mentre ch'io viva. Tutti i madrigali trattano di temi amorosi e passionali. Nel dipinto del Metropolitan, in alto a sinistra (non ben visibile nella foto), sulla parete, è collocata una gabbietta con dentro un uccellino che probabilmente simboleggia il suono naturale. Tuttavia, come ha proposto di recente Giacomo Berra, esso richiama una poesia di Luigi Tansillo in cui il poeta, solitario e innamorato, si riconosce nell'uccellino in gabbia che amerebbe la libertà dall'amata, ma ne ha timore e non vorrebbe restare senza di lei. Il quadro, quindi, sarebbe un invito ai piaceri dell'amore e alle gioie della vita attraverso le arti (la musica e il canto), nonché ai piaceri terreni (la frutta e i fiori).

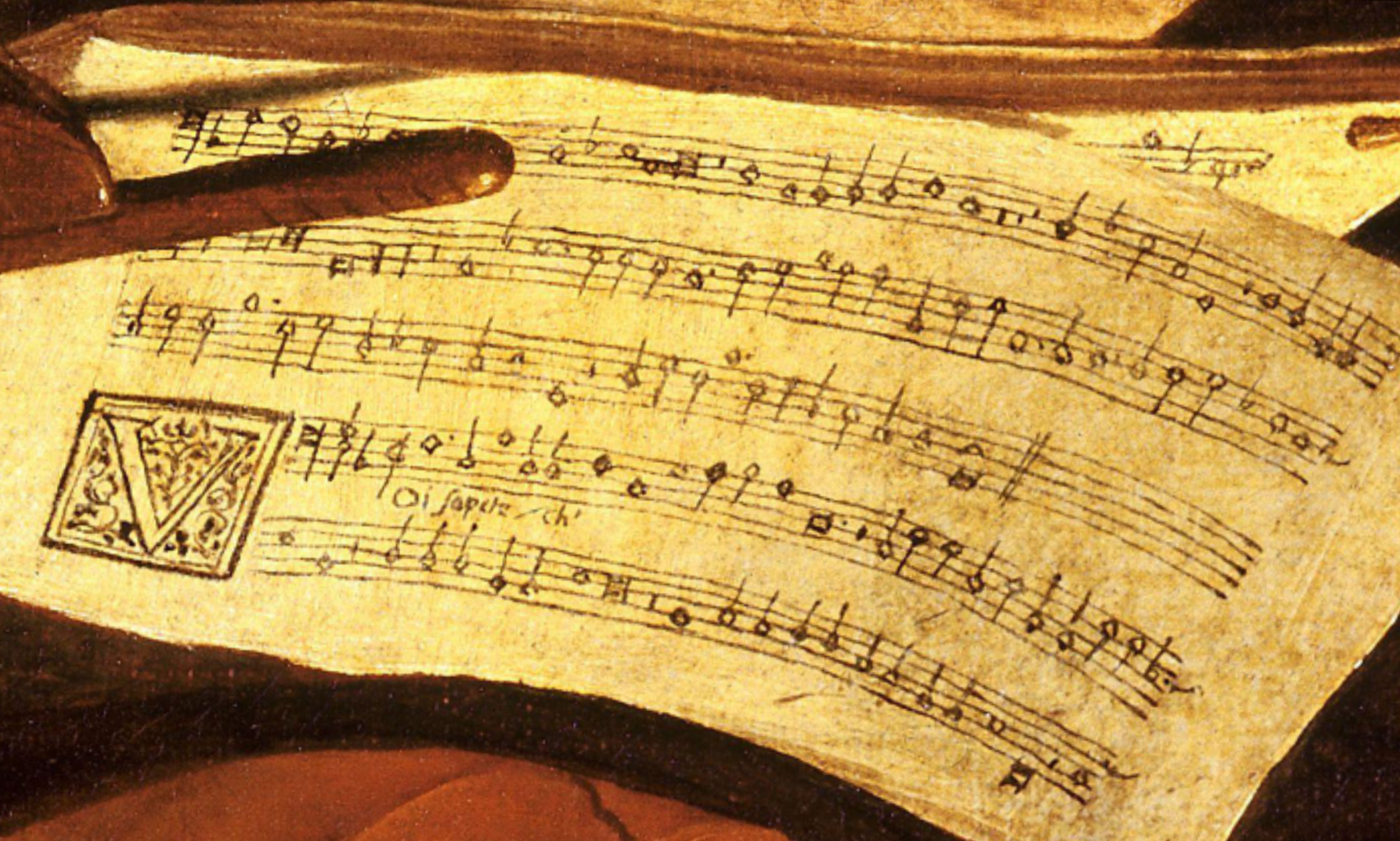
Particolare dello spartito (capovolto) nella versione dell'Ermitage. Voi sapete ch.

La "dedica" al Giustiniani è stata individuata nel solo originale nella grande "V" (che sarebbe l'iniziale del nome del committente, Vincenzo) dipinta come capolettera della partitura, in realtà dell'unico verso vergato "Voi sapete che v'amo", senza dimenticare che Giambattista Marino, identificandovisi, dedicò a Caravaggio e a questo dipinto almeno una sua strofa. Nel solo quadro dell'Ermitage compare il titolo della canzone "Caltus" (in effetti non è il titolo della canzone, ma il titolo dello spartito, "Bassus", che indica la parte del basso. La stessa scritta, meno chiara, appare anche nel quadro dell'Ermitage. Nel Seicento le voci di una partitura non venivano scritte tutte insieme, come oggi, ma una per una: "cantus", "altus", "tenor", "bassus").
Il dipinto del Metropolitan Museum di New York, presenta una iconografia diversa rispetto a quello dell'Ermitage, sebbene la radiografia ne abbia rivelato una originaria medesima disposizione degli oggetti poi variati in seguito: su di un tavolo coperto da un tappeto orientale che accentua lo spazio e la distanza fra il suonatore e lo spettatore, sono collocati un flauto dolce, al centro in primo piano e, a sinistra, al posto del vaso di fiori, un virginale. Una partitura raffigura un madrigale di Francesco de Layolle (1492-1540), tratto dal suo Libro Primo dei Madrigali, dal titolo Lassare il velo, l'altra è intitolata Perché non date voi.

## Iconografia
Riguardo al ritratto del giovane suonatore di liuto, oltre alla proposta che si tratti del castrato Pedro de Montoya e all'amico di Caravaggio, il pittore siciliano Mario Minniti, dei quali si è sopra detto, si è pensato a un'altra possibilità: A. Corboz lo considera un autoritratto (un Caravaggio giovane), da mettere accanto a quello molto verosimile dei Musici o Concerto, ma dopo questo e accanto a quello, altrettanto certo, del Ragazzo morso da un ramarro, ma prima di questo. Alcuni, come Julian, pensano che si tratti di un ragazzo abbigliato da donna, ma non il pittore travestito. Non è compreso fra gli autoritratti di Caravaggio giovane nello studio di fisiognomica dell'autoritratto di Caravaggio nei suoi dipinti di Mauro de Vito, che invece comprendono quelli del Bacco, del Bacchino malato, della Musica, del  Ragazzo morso da un ramarro e del Fruttarolo. L'uso dell'autoritratto si rende necessario quando non si hanno modelli a disposizione da poter pagare per le pose e nei suoi inizi era certo questa la condizione del pittore che, per autoritrarsi, aveva usato uno specchio. Nel dipinto dell'Ermitage, che sembra conforme alla descrizione del Baglione (1642), il vaso di fiori mostra un rapporto di corrispondenza con la figura del giovane suonatore di liuto e a questo proposito, Hermann Fiore cita un noto passo del Giustiniani nella lettera a Dirck van Amayden:" Il Caravaggio disse, che tanta manifattura gli era a fare un quadro buono di fiori, come di figure". Dare pari dignità, dunque tanto alla natura morta quanto alla viva e in questo senso la frase del Moir, dopo un'attenta osservazione dei fiori sul modello della tradizione di uno specialista come Jan Bruegel, ci sembra piuttosto convincente: " I fiori di Caravaggio hanno meno l'aspetto di esemplari conservati (come in Bruegel), sono più vitali, come creature vive che ancora reagiscono crescendo al sole, nella terra, alla luce". In ambedue i dipinti, quello di Leningrado e quello di New York si nota il virtuosismo prospettico della disposizione dei tavoli e degli oggetti e la resa naturalistica dei due piani, uno di marmo, l'altro con una coperta damascata; di pari virtuosismo è la resa della" natura morta", dei fiori e della frutta (nella versione ex Giustiniani, ma come si è detto, in origine anche nella versione Del Monte). Il mazzo di fiori è composto da iris bianchi e boccioli, una rosa, margherite, anemoni, garofani e altri fiori comuni, collocati in un vaso di cristallo che riflette la luce della finestra. Il ragazzo, sorpreso mentre sta per cantare, offre il suo canto d'amore, ma nello stesso tempo determina un " paragone" con" il potere universale della pittura...teorizzato dal più grande dei maestri lombardi, Leonardo da Vinci, del quale le fonti riferiscono anche la pittura di un magnifico vaso di fiori bagnati dalla rugiada" ( Hermann Fiore ). Un rapporto simbolico può trovarsi con i cinque sensi, vista, olfatto, udito, tatto e gusto, infatti le corrispondenze possono essere con le figure offerte in primo piano (vista), i fiori (tatto e olfatto), il gusto (tatto e gusto), gli strumenti musicali ( il tatto e la vista, con il virtuosismo dell'esperienza delle corde distinte persino nello spessore o la posizione del violino che sporge dal tavolo verso lo spettatore come se potesse afferrarlo, l'udito ).Oltre ai sensi, anche l'armonia è alla base del soggetto. Il Moir, citato da Marini, si chiede se " non potrebbe indicare che l'amore è finito e che il musicista è abbandonato alla solitudine? Non è forse tutto il dipinto un tema della vanitas, un lamento malinconico per la transitorietà delle cose e delle esperienze di questo mondo temporale e fisico?". Tanto Del Monte che il Giustiniani erano appassionati di musica, possedevano collezioni di strumenti musicali, libri, dipinti, partecipavano attivamente a concerti, anche organizzati nelle proprie dimore; il Giustiniani era anche teorico musicale e alla pari del Del Monte e, forse dello stesso Caravaggio (nell'inventario delle sue'robe'del 1605 vi erano una "quitarra e una violina" , era un dilettante di musica. Nella tela del Metropolitan oltre all'assenza del vaso di fiori, della frutta e del piano che non è di marmo ma coperto da un tappeto orientale, vi sono altre differenze, come nei polsini della camicia che risultano non arrotolati come nella tela ex Giustiniani, ma inamidati, la cintura che cinge piuttosto in alto la figura e termina con un fiocco a destra, c'è anche una specie di fazzoletto che serve a tenere la parrucca e che ha una doppia orlatura di colore rosa, ma soprattutto il violino è più arcaico a 7 corde doppie (quello Giustiniani è a 6 corde), manca delle fenditure e ha sulla tastiera un fiore stilizzato che potrebbe essere il marchio del costruttore di inizio secolo XVI ( quello Giustiniani è un Amati con sigla a X intrecciate ); vi è poi un flauto dolce, forse tedesco e uno spinettino forse anch'esso tedesco, Christiansen ritiene che gli strumenti dovevano far parte della collezione del Monte, compreso il tappeto orientale (Usbak), o della collezione Barberini, mentre il violino a 7 corde è lo stesso che appare nella Musica o Concerto sempre del Metropolitan che doveva fare da pendant con il Ragazzo che suona il liuto nella medesima stanza.

## Curiosità
Nel 1966 le Poste sovietiche hanno dedicato al dipinto dell'Ermitage un francobollo da 16 copechi.